# Sauxillanges
Sauxillanges è un comune francese di 1 193 abitanti situato nel dipartimento del Puy-de-Dôme nella regione dell'Alvernia-Rodano-Alpi. È gemellato dal 2003 con il comune italiano di Fosdinovo (provincia di Massa e Carrara) ed entrambi i capoluoghi comunali si fregiano di una piazza dedicata all'altro comune.

## Società

### Evoluzione demografica
Abitanti censiti